# Chaerophyllum ghilanicum
Chaerophyllum ghilanicum är en flockblommig växtart som beskrevs av Otto Stapf och Richard von Wettstein. Chaerophyllum ghilanicum ingår i släktet rotkörvlar, och familjen flockblommiga växter. Inga underarter finns listade i Catalogue of Life.